# Philoliche brachyrrhyncha
Philoliche brachyrrhyncha är en tvåvingeart som först beskrevs av Jacques-Marie-Frangile Bigot 1892.  Philoliche brachyrrhyncha ingår i släktet Philoliche och familjen bromsar.
Artens utbredningsområde är Seychellerna. Inga underarter finns listade i Catalogue of Life.